# Phytomyza rufimana
Phytomyza rufimana är en tvåvingeart som först beskrevs av Macquart 1835.  Phytomyza rufimana ingår i släktet Phytomyza och familjen minerarflugor.
Artens utbredningsområde är Frankrike. Inga underarter finns listade i Catalogue of Life.